# Veijo Saarinen
Veijo Saarinen (* 26. April 1946 in Turku) ist ein ehemaliger finnischer Eishockeyspieler, der unter anderem für Turun Toverit in der SM-sarja aktiv war.

## Karriere
Als 19-Jähriger wurde Veijo Saarinen in der Saison 1965/66 erstmals in die Mannschaft von Turun Toverit in der SM-sarja berufen, nachdem er zuvor mit dem Nachwuchsteam die Silbermedaille der finnischen A-Jugend-Meisterschaft gewonnen hatte. In den folgenden Jahren spielte er für den Lokalrivalen Kiekko-67 in der zweitklassigen Suomi-sarja, bevor er 1970 sein Comeback beim Erstligisten Turun Toverit gab. Die Saison 1974/75 verbrachte er in der 2. Bundesliga in Deutschland beim EC Deilinghofen, bei dem er auf seinen Landsmann und früheren Teamkollegen Timo Nurminen traf. Anschließend war er erneut für Kiekko-67 in der zweiten finnischen Liga aktiv. Ab 1980 spielte er wieder für Turun Toverit, nun in der dritten Liga. Nach dem Aufstieg in die zweitklassige I-divisioona im Jahr 1983 beendete er seine Karriere.

## Erfolge und Auszeichnungen
- 1983 Aufstieg in die I-divisioona mit Turun Toverit

## Karrierestatistik
(Legende zur Spielerstatistik: Sp oder GP = absolvierte Spiele; T oder G = erzielte Tore; V oder A = erzielte Assists; Pkt oder Pts = erzielte Scorerpunkte; SM oder PIM = erhaltene Strafminuten; +/− = Plus/Minus-Bilanz; PP = erzielte Überzahltore; SH = erzielte Unterzahltore; GW = erzielte Siegtore; 1 Play-downs/Relegation; Kursiv: Statistik nicht vollständig)